# جنان نسوان (مسلسل)
جنان نسوان مسلسل سوري كوميدي عرض بتاريخ 27 مايو 2017 شارك فية 30 ممثل وممثلة، تم إعداده وإنتاجه للعرض الرمضاني (1438 هـ / 2017 م).

## قصة المسلسل
في إطار اجتماعي تدور أحداث المسلسل حول زوجة تفقد الثقة في زوجها مما يجعل الحب بينهما يتحول إلى دائرة من الشك تعيش فيها، وتتزعزع الثقة في حياتهما الزوجية، بعدما يصل خبر إلى الزوجة أن زوجها يخونها، فتسعى إلى ملاحقته للتثبت حقيقة الخيانة. وتمر عبر ذلك بمواقف طريفة وأحداث مختلفة عند شعورها بالغيرة وتتبع زوجها، وفي محاولة منها للسكوت حتى لا تدمر بيتها تتحول مشاعرهما إلى كومة من الأكاذيب.

## الممثلين
| الممثل          |
| --------------- |
| وائل رمضان      |
| ديمة قندلفت     |
| عبير شمس الدين  |
| رواد عليو       |
| جمال العلي      |
| أندريه سكاف     |
| يزن السيد       |
| محمد خير الجراح |
| دانة جبر        |
| خلود عيسى       |
| زهير رمضان      |
| تولاي هارون     |
| مظهر الحكيم     |
| مأمون الفرخ     |
| فاتن شاهين      |
| صفوح ميماس      |
| ريم معروف       |
| فاروق الجمعات   |
| نضير لكود       |
| نور الوزير      |
| ميرفا القاضي    |
| لاميتا عازار    |
| طوني موسى       |
| فاضل وفائي      |
| أحمد خليفة      |
| أكرم التلاوي    |
| وليد حصوه       |
| أحمد الخير      |